# Bras-Panon
Bras-Panon är en kommun i det franska utomeuropeiska departementet Réunion i Indiska oceanen. År 2017 hade kommunen 12 811 invånare.
Bras-Panon gränsar till kommunerna Saint-André, Saint-Benoît och Salazie.
Kommunen är en storproducent av vanilj.